# 에노모토 게이고
에노모토 게이고(일본어: 榎本 啓吾, 1999년 9월 5일~)는 일본의 축구 선수이다.

## 구단 경력
그는 2022년 J3리그의 후지에다 MYFC에 입단했다. 2022년 J3리그 준우승으로 J2리그로 승격했다. 2025년까지 107경기에 출전하여, 7득점을 넣었다. 2025년 7월 몬테디오 야마가타로 이적했다.